# Arxiu d'imatge i so de Menorca

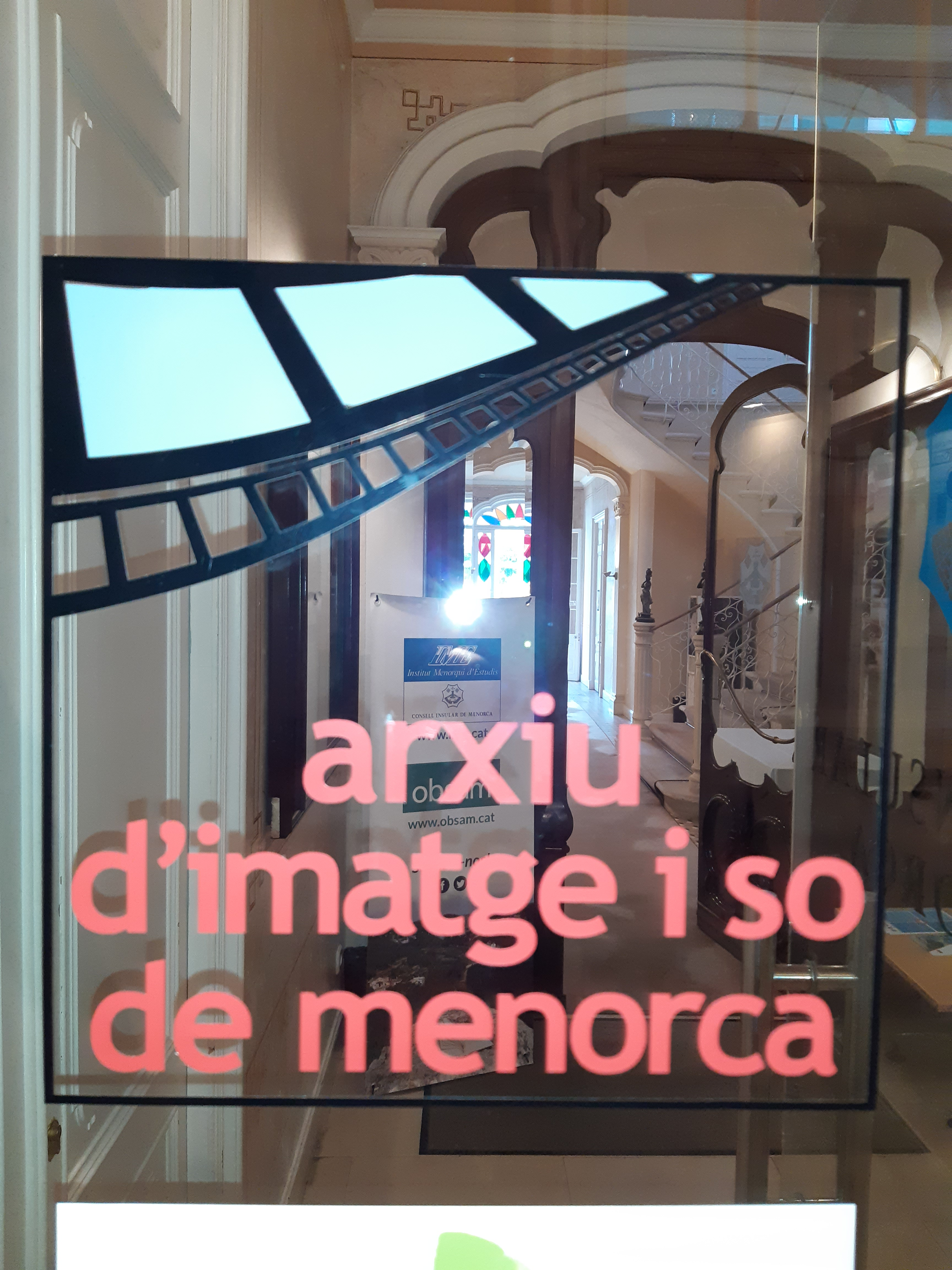
Entrada a Can Victori, seu de l'Arxiu d'Imatge i So de Menorca

L'Arxiu d'imatge i so de Menorca (AISM) és un arxiu especialitzat en la recuperació del patrimoni fotogràfic, sonor i audiovisual amb relació a l'illa de Menorca. Es va obrir al públic l'any 2006. Als inicis l'Associació Aladern, va ser l'encarregada de la gestió de l'arxiu i va signar signat donacions o cessions amb 105 particulars i entitats de films, documents sonors i fotografies. Actualment el fons de l'arxiu supera les 450.000 fotografies digitals, 1000 films i 3000 documents sonors.